# مايكل يوسف
مايكل يوسف (ولد في 25 سبتمبر 1948، في مصر) هو كبير قساوسة كنيسة الرسل، والرئيس التنفيذي ل-Leading the Way.

## السيرة الشخصية
وُلد يوسف في مصر، حيث أصبح مسيحيًا، وعاش في لبنان وأستراليا قبل أن ينتقل إلى الولايات المتحدة. أثناء وجوده في أستراليا، درس يوسف في كلية مور اللاهوتية في سيدني، وتم تعيينه قسا، والتقى بزوجته إليزابث.
هاجر يوسف وعائلته إلى الولايات المتحدة في 1977، وفي عام 1984 أصبح الدكتور مايكل يوسف مواطنًا أمريكيًا. حصل على درجات إضافية من إكليريكية فولر اللاهوتية في كاليفورنيا وجامعة إيموري في جورجيا.
عمل يوسف لمدة 10 سنوات تقريبًا مع معهد حجي، مسافرًا حول العالم  حيث درّس دورات تدريبية في التبشير والقيادة الكنسية. أسس كنيسة الرسل في 1987، وقام بتأليف أكثر من 35 كتابًا، من بينها كتبه المشهورة مثل «البرابرة هنا»، «نهاية العالم وسر المهدي»، و-«يسوع والجهاد والسلام».
يعيش هو وزوجته في أتلانتا ولديهما أربعة أبناء بالغين وثمانية أحفاد.

## العمل التبشيري
أسس مايكل يوسف "Leading The Way" في 1988، وهي خدمة تبشيرية في أتلانتا بولاية جورجيا تُعنَى بالوصول إلى المسلمين في الشرق الأوسط. وهو أيضا القس المؤسس لكنيسة الرسل في أتلانتا.

## روابط خارجية
- http://apostles.org/
- http://ltw.org